# Parydra aureola
Parydra aureola är en tvåvingeart som beskrevs av Cresson 1931. Parydra aureola ingår i släktet Parydra och familjen vattenflugor. Inga underarter finns listade i Catalogue of Life.